# 石川美久
石川 美久（いしかわ よしひさ、1979年11月2日 -）は埼玉県出身の日本の柔道家。73kg級の選手。身長は165cm。

## 経歴
本庄東中学から大宮工業高校を経て、1998年には筑波大学へ進学した。同期の同じ階級には後に世界選手権2位となる金丸雄介がいた。4年の時には正力杯の決勝で東和大学の荒平佳也を破って優勝した。
2002年には綜合警備保障の所属となると、体重別では決勝で旭化成の高松正裕に敗れて2位だった。実業個人選手権では同僚の安達春樹を破って優勝した。2003年の嘉納杯では5位だったが、グルジア国際では2位になった。体重別では決勝で了徳寺学園職員の金丸に敗れた。講道館杯では決勝で同僚の石村大祐を破って優勝を飾った。2005年の実業個人選手権では決勝でダイコロの稲澤真人を破って3年ぶり2度目の優勝を果たした。引退後は長野工業高等専門学校を経て、大阪教育大学の講師になるとともに、柔道部監督に就任した。

## 主な戦績
- 2001年　- 正力杯　優勝
- 2002年 -　体重別　2位
- 2002年　- 実業個人選手権　優勝
- 2002年 -　ドイツオープン　3位
- 2003年 -　嘉納杯　5位
- 2003年 -　グルジア国際　2位
- 2003年 -　体重別　2位
- 2003年　- 講道館杯　優勝
- 2003年　- 韓国国際　3位
- 2005年　- 実業個人選手権　優勝
- 2006年　- 実業個人選手権　3位

(出典、JudoInside.com)。